# Llista d'aerolínies de Xipre

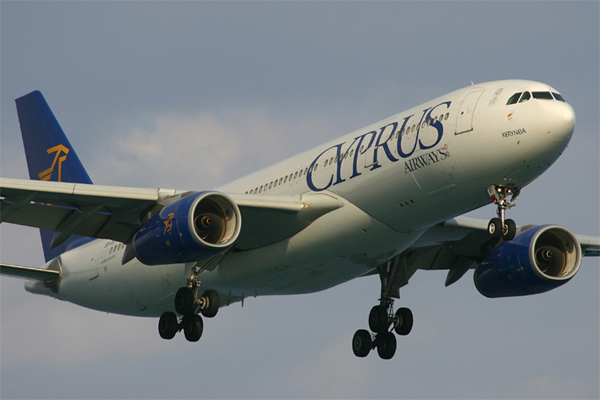
Un Airbus A330-200 de Cyprus Airways, l'aerolínia de bandera de Xipre.

## Aerolínies desaparegudes

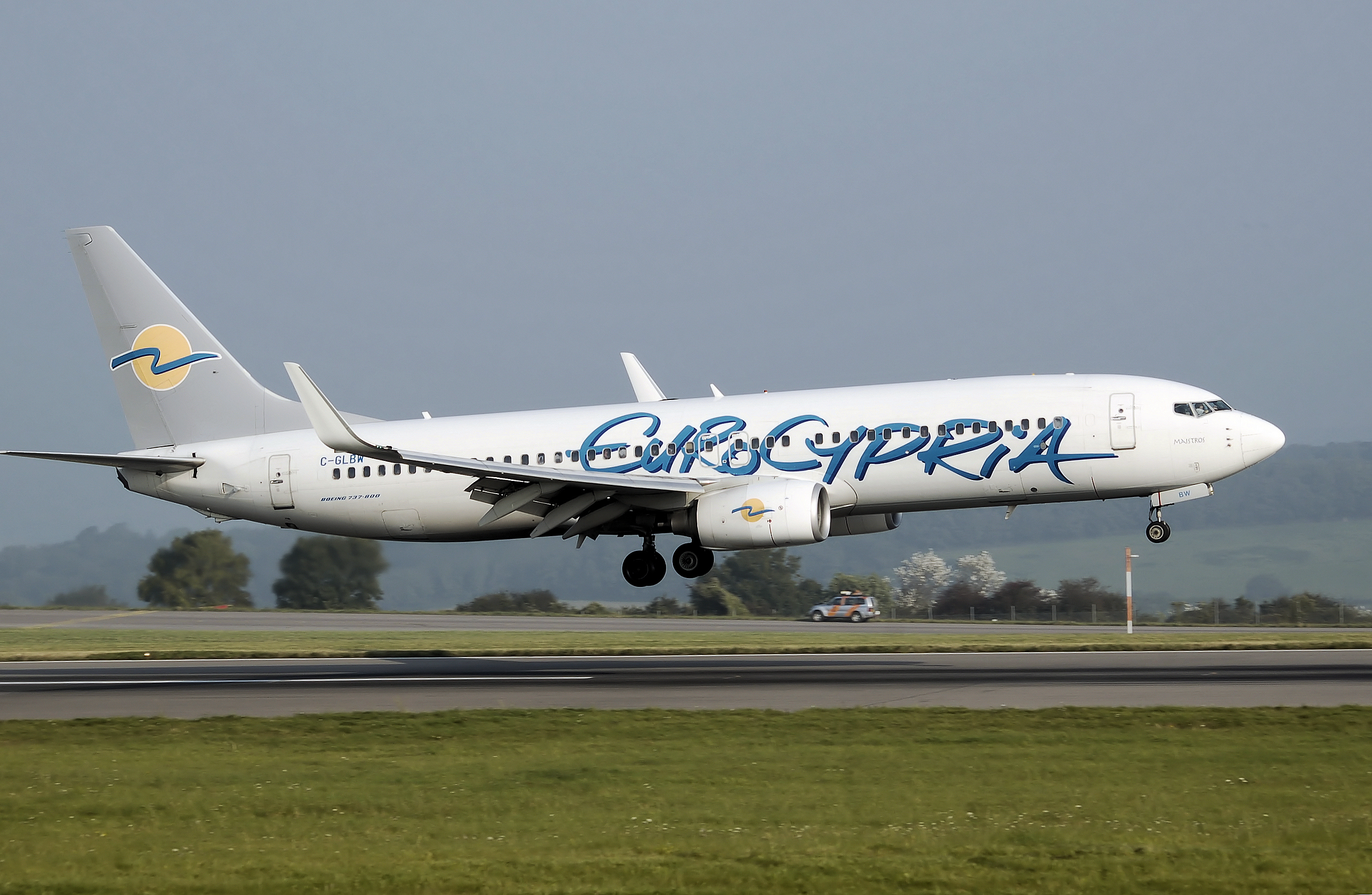
Un Boeing 737-800 d'Eurocypria, una aerolínia xàrter propietat del Govern de Xipre.

| Aerolínia      | IATA | OACI | Distintiu | Fundació                          | Cessament | Notes                |
| -------------- | ---- | ---- | --------- | --------------------------------- | --------- | -------------------- |
| Cyprus Airways | CY   | CYP  | CYPRUS    | Aeroport Internacional de Larnaca | 1948      | aerolínia de bandera |

|-
|Aerotrans Airlines
|6F
|PFO
|
|1999
|2002
|
|-
|Eurocypria Airlines
|UI
|ECA
|EUROCYPRIA
|1992
|2010
|aerolínia xàrter
|-
|Helios Airways
|ZU
|HCY
|HELIOS
|1998
|2006
|aerolínia de baix cost
|}